# Married to the Blob
Married to the Blob, llamado Casada con la mancha en Hispanoamérica y Casada con la masa en España, es el décimo episodio de la vigesimoquinta temporada de la serie animada Los Simpson, y el 540 de la misma. Fue escrito por Tim Long y dirigido por Chris Clements, y se emitió en Estados Unidos el 12 de enero de 2014 por FOX. Las estrellas invitadas fueron Harlan Ellison como él mismo, Maurice LaMarche como Milo y Stan Lee como él mismo. En este episodio, el sujeto de las historietas cómicas parece encontrar su verdadero amor.

## Sinopsis

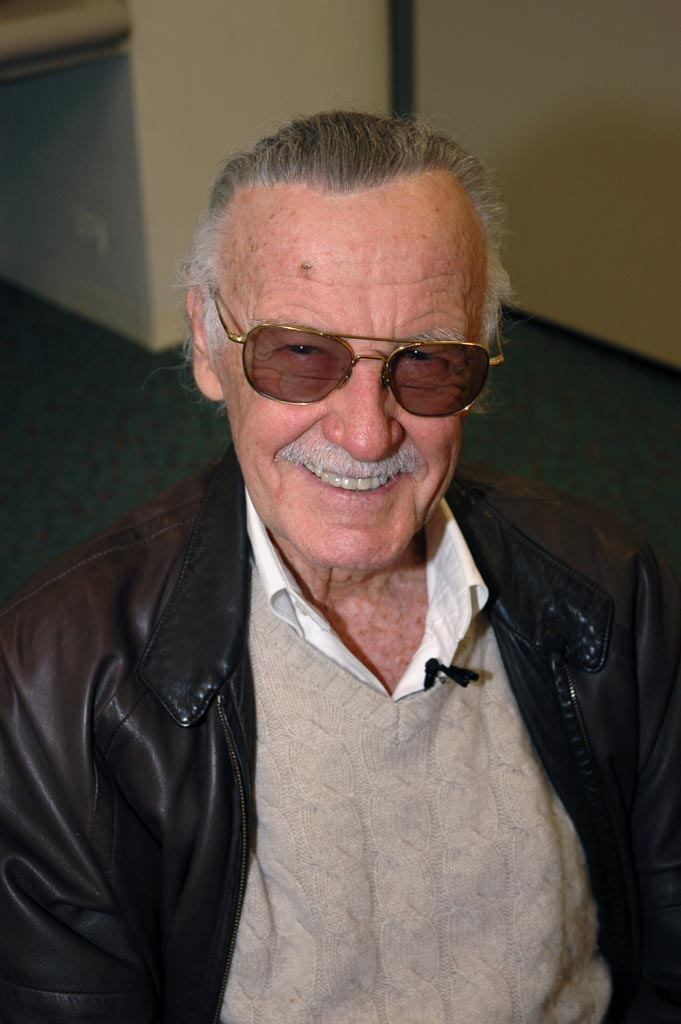
Es la segunda vez que Stan Lee aparece en la serie

Bart, Milhouse y Homer entran en la tienda del Sujeto de las Historietas para comprar la primera emisión del reinicio del cómic Radioactive Man. El Sujeto de las Historietas descubre que su competidor Milo (el dueño de Coolsville Comics & Toys) ahora está casado con su novia, Strawberry. Entonces, llora y canta una canción donde menciona que estará solo en toda su vida. De repente, un imaginario Stan Lee aparece y le dice que él tiene otra oportunidad en el amor. Una joven japonesa llamada Kumiko Nakamura entra en la tienda. Ella se encuentra en los Estados Unidos para una investigación sobre las ciudades más tristes del país para su manga autobiográfica. El Sujeto de las Historietas la invita a salir en una cita, y luego le pide a Homer que le de consejos, ya que es el único hombre gordo en la vida real que está casado con una bella mujer. Durante la cita, Marge le informa a Kumiko que no es quien dice ser, sin embargo a Kumiko realmente le gusta la personalidad real del Sujeto de las Historietas.
Jeff continúa hasta la fecha con Kumiko, y ambos deciden irse a vivir juntos. Si bien deja un regalo para Kumiko y el Sujeto de las Historietas, Homer conoce el padre de Kumiko en frente de la tienda y le habla acerca del Sujeto de las Historietas diciendo que es un estúpido obeso, y solicita el Sr. Nakamura que intervenga en su relación y haga tomar distancia a su hija. Marge le dice a Homer que arregle las cosas, por lo que Homer lleva el señor Nakamura a un bar japonés. Ambos beben Habushu (vino de serpiente y arroz), una forma increíblemente fuerte de vino de arroz  (Homer bebe pensando que era vino de pescado cuando en realidad era el restaurante del acuario) y tropiezan en su casa en estado de embriaguez, donde la ciudad se convierte en un país de las maravillas basado en las películas del Studio Ghibli. El Sr. Nakamura luego se entera de que al prohibir la relación, él está quitando la vida de Kumiko.
Albertson trata de impresionar al Sr. Nakamura consiguiendo un trabajo real con su hasta ahora no mencionado título de ingeniero químico. Sr. Nakamura le dice que él no tiene que conseguir un trabajo real, ya que le gusta la forma de ser del Sujeto de las Historietas. El episodio termina con El Sujeto de las Historietas y Kumiko casados por Stan Lee en la tienda de cómics.